# Sophie Coste
Pour les articles homonymes, voir Coste.
Sophie Coste, née le 30 juin 1976 à Lyon, est une animatrice de radio et de télévision française.

## Carrière

### Généralités
Sur M6, elle a animé entre autres l'émission Des clips et des bulles le mercredi après-midi entre 1997 et 2000. De 2001 à 2004, elle a présenté Allô quiz, la première émission de call-TV sur TF1, en alternance avec Bruno Roblès du lundi au vendredi (excepté le mercredi) de 9 h 15 à 10 h 20.
En mai 2003 et en février 2004, toujours sur TF1, elle coanimait Retour gagnant aux côtés de Jean-Pierre Foucault. Les deux numéros ont été diffusés vendredi soir. En juillet 2007, sur France 2, elle était chroniqueuse dans l'émission Pourquoi les manchots n'ont-ils pas froid aux pieds ? présentée par Stéphane Bern.
Lors de la saison 2019/2020, elle est chroniqueuse dans l’émission De quoi j’me mêle présentée par Éric Naulleau sur C8. Par la suite, elle rejoint Touche pas à mon poste ! comme chroniqueuse, depuis 2020, aux côtés de Cyril Hanouna.
Sophie Coste travaille également dans le monde de l'édition,.

## Émissions

### À la radio
- 2005-2006 : Le Grand Bazar avec Alexandre Devoise sur RTL 2
- 2011-2012 : Matinale RFM avec Bruno Roblès
- 2012-2015 : 17 h à 20 h aux côtés de Guillaume Aubert sur RFM
- 2019-2022 : Matinale Chérie FM avec Alexandre Devoise[4],[5].

### À la télévision
- 1997-2000 : Des clips et des bulles sur M6
- 1997 : Dance Machine sur M6 : coanimatrice avec Séverine Ferrer et Nathalie Vincent
- 1999-2000 : Avant 1er sur M6
- 2000-2001 : Morning Live sur M6 avec Michaël Youn
- 2000 : Tube à bronzer sur M6
- 2001-2004 : Allô quiz sur TF1 : coanimatrice avec Bruno Roblès
- 2002 : Spécial sosies sur TF1 : coanimatrice avec Jean-Pierre Foucault
- 2003-2004 : Retour gagnant sur TF1 : coanimatrice avec Jean-Pierre Foucault
- 2003-2007 : Le Grand concours des animateurs sur TF1 : candidate
- 2004 : Fear Factor sur TF1 : candidate
- 2004 : Le Maillon faible sur TF1 : candidate
- 2007 : Pourquoi les manchots n'ont-ils pas froid aux pieds ? sur France 2 : chroniqueuse
- 2015 : RFM Music Show sur RFM TV avec Bruno Roblès
- 2017-2018 : Ça balance à Paris sur Paris Première : chroniqueuse
- 2018 : C'est que de la télé ! sur C8 : chroniqueuse
- 2019-2022 : Être une femme : Les grands entretiens sur Chérie 25
- 2019 : Soirée spéciale violences faites aux femmes sur Chérie 25
- 2019-2020 : De quoi j'me mêle sur C8 : chroniqueuse
- Depuis 2020  : Touche pas à mon poste ! sur C8 : chroniqueuse
- 2020 : Allo Baba sur C8 : chroniqueuse
- 2020 : C que du kif ! sur C8 : chroniqueuse
- 2021-2023 : Le 6 à 7 sur C8 : chroniqueuse
- 2022  : TPMP Ouvert à tous, sur C8  : chroniqueuse
- 2022-2023 : TPMP People sur C8 : chroniqueuse
- 2023-2024 : PAF sur C8 : chroniqueuse
- 2024 : Face à Hanouna sur C8 : participante
- 2024 : TPMP même l’été sur C8 : participante

## Vie privée
Sophie Coste a trois garçons : Léon, 22 ans. Jules, 17 ans. Simon, 14 ans . 